# Technoroid
Technoroid (テクノロイド Tekunoroido?) es un próximo proyecto de medios mixtos creado por Noriyasu Agematsu, RUCCA, CyberAgent, Avex Pictures y Elements Garden. Un videojuego para móviles desarrollado por WonderPlanet titulado Technoroid Unison Heart se lanzará a principios de enero de 2023, y una serie de anime por el estudio Doga Kobo titulada Technoroid Overmind ha sido anunciada.

## Personajes

### KNoCC
Cobalt (コバルト Kobaruto?)
 Seiyū: Kazuki Ura
Chrom (クロム Kuromu?)
 Seiyū: Satoi Shibuya
Kei (ケイ?)
 Seiyū: Hiromu Mineta
Neon (ネオン?)
 Seiyū: kayto

### Stand-Alone
Kite (カイト Kaito?)
 Seiyū: Makoto Furukawa
Light (ライト Raito?)
 Seiyū: Keigo Hagiya
Night (ナイト Naito?)
 Seiyū: Gakuto Kajiwara

### Mechanicametallica
Silve (シルバ Shiruba?)
 Seiyū: Junya Enoki
Auru (アウル?)
Seiyū: Takeo Ōtsuka
Lana (ラナ Rana?)
 Seiyū: Akito Sugibayashi
Zin (ジン Jin?)
 Seiyū: Shugo Nakamura

## Producción y lanzamiento
El proyecto de medios mixtos de Noriyasu Agematsu, RUCCA, CyberAgent, Avex Pictures y Elements Garden se anunció el 2 de noviembre de 2021, con un juego móvil titulado Technoroid Unison Heart (テクノロイド ユニゾンハート Tekunoroido Yunizon Hāto?) desarrollado por WonderPlanet que se lanzó el 21 de enero de 2022 para Android e iOS, así como una serie de televisión de anime de Doga Kobo titulada Technoroid Overmind (テクノロイド オーバーマインド Tekunoroido Ōbāmaindo?). Ka Hee Im está dirigiendo la serie, con Ai Yoshimura supervisando, Ayumi Sekine escribiendo los guiones de la serie, Saori Sakiguchi diseñando los personajes basados en los diseños originales de LAM, y Elements Garden y RUCCA componiendo la música de la serie. Estaba programada para estrenarse en julio de 2022 en TV Tokyo y otras redes, pero se retrasó debido a que el estudio Doga Kobo se cerró temporalmente debido a un aumento de infecciones por COVID-19 entre los miembros de su personal.